# Hydroptila viganoi
Hydroptila viganoi är en nattsländeart som beskrevs av Lazar Botosaneanu 1974. Hydroptila viganoi ingår i släktet Hydroptila och familjen smånattsländor. Inga underarter finns listade i Catalogue of Life.